# Щитник гребенястий
Щитник гребенястий (Dryopteris cristata) — вид трав'янистих рослин родини щитникові (Dryopteridaceae), поширений у помірних областях Європи й Північної Америки.

## Опис

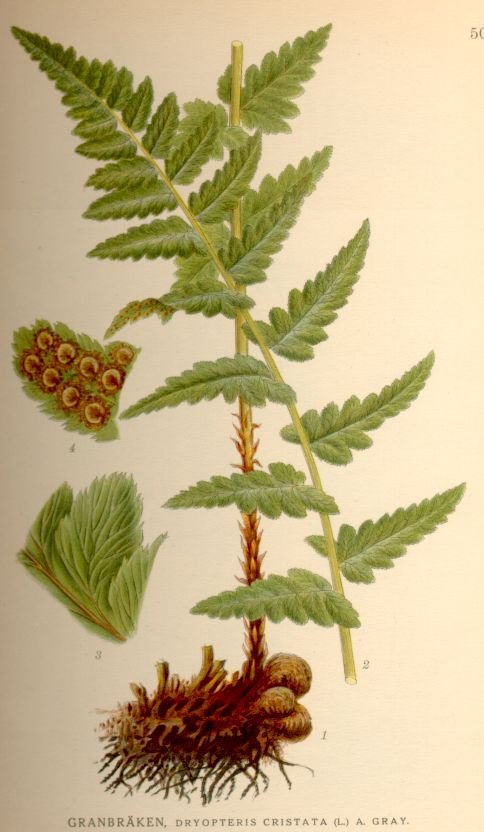

Багаторічна рослина 30–80 см заввишки. Сегменти 1-го порядку в контурі ланцетні, до верхівки різко звужені (у спороносних листків). У живих рослин розміщені перпендикулярно до серединного стрижня або навіть повернені нижньою поверхнею вгору. Сегментів 2-го порядку не більше 15 пар. Листки диморфні: стерильні повислі, коротші прямостоячих спороносних. Соруси численні, розміщені на б. ч. листка. Стерильних листків кілька, зелені всю зиму. Черешок листка лускатий, принаймні, при основі, жовтувато-коричневі. 2n = 164.

## Поширення
Європа: Естонія, Росія; Україна, Австрія, Ліхтенштейн, Бельгія, Чехія, Німеччина, Угорщина, Польща, Словаччина, Данія, Фінляндія, Норвегія, Швеція, Велика Британія, Італія, Румунія, Сербія [вкл. Косово], Словенія, Франція, Іспанія; Північна Америка: Канада, США; також культивується. Населяє болота, болотисті ліси або відкриті кущові водно-болотні угіддя.
В Україні зростає в лісах на заболочених місцях — у Прикарпатті, Розточчі-Опіллі, на Поліссі, в Лісостепу і пн. Степу (по Дінцю і Осколу), рідко. Входить у переліки видів, які перебувають під загрозою зникнення на територіях Волинської, Дніпропетровської, Закарпатської, Київської, Львівської, Рівненської, Сумської, Харківської, Чернігівської областей.